# Aedava
Aedava (Aedeva, Aedabe, Aedeba, Aedadeba) fue un poblamiento dacio localizado al sur del Danubio en Mesia (actual Bulgaria del norte). En su De Aedificiis, el historiador de siglo VI Procopio coloca Aedava en la ruta del Danubio, entre Augustae y Variana. También menciona que el emperador Justiniano (527–565) restauró la porción averiada de las defensas de la ciudad.

### Antiguas
- Procopius (550). De Aedificiis [The Buildings of Justinian] (en griego antiguo).

### Modernas
- Grumeza, Ion (2009). Dacia: tierra de Transilvania, piedra angular de la antigua Europa del Este. Lanham, Maryland: Hamilton Books. ISBN 0-7618-4465-1. «Al sur del Danubio (en lo que ahora son Bulgaria y Serbia), los nombres de otros asentamientos de Dacia eran bien conocidos, incluidos Aedava/Aedadeba...»
- Olteanu, Sorin. «Linguae Thraco-Daco-Moesorum - Sección Topónimos». Linguae Thraco-Daco-Moesorum (en rumano). Archivado desde el original el 3 de enero de 2011. Consultado el 3 de enero de 2010.
- Velkov, Velizar Iv (1977). Las ciudades de Tracia y Dacia en la antigüedad tardía: (estudios y materiales). Hakkert. ISBN 90-256-0723-3.